# Динамо (футбольний клуб, Мінськ)
«Динамо» (біл. «Дынама») — білоруський футбольний клуб з міста Мінська. Виступає у Вищій лізі чемпіонату Білорусі. Один з найсильніших та найтитулованіших клубів країни.

## Назви клубу
- 1927—1953: «Динамо» (біл. «Дынама»)
- 1954—1959: «Спартак» (біл. «Спартак»)
- 1960—1962: «Білорусь» (біл. «Беларусь»)
- 1963— : «Динамо» (біл. «Дынама»)

## Історія

### СРСР
17 липня 1927 року «Динамо» провело перший документально підтверджений матч з одноклубниками із Смоленська. Цю дату і вважають днем заснування клубу.
У вищій лізі СРСР перший матч команда провела 27 квітня 1941 проти ленінградського «Спартака» (2:1) і до початку війни зіграла десять матчів. Повноцінний дебют у еліті радянського футболу відбувся в 1945 році (підсумкове дев'яте місце).
Перший успіх прийшов у сезоні 1954, здобуті срібні нагороди. У 60 -ті клуб грає у фіналі кубка країни та вдруге посідає третю сходинку у чемпіонаті. Лідерами атакуючої ланки команди були Михайло Мустигін та Едуард Малофєєв (найкращий бомбардир клубу в чемпіонатах СРСР та член символічного клубу «Григорія Федотова»).
80-ті роки — найуспішніший період в радянській історії клубу. У 1982 році, до останнього туру, за перемогу у лізі боролися київські та мінські одноклубники. Білоруська команда у Москві перемогла «Спартак» 4:3 (Гуринович —2, Василевський, Алейніков) і здобула золоті нагороди чемпіонату.
| Склад «Динамо» — 1982 |
| --- |
| Вергеєнко (28 матчів, 1 гол), Курбико (7); Боровський (25), Янушевский (27); Трухан (29), Курненін (31, 7), Алейніков (21, 8), Гоцманов (31, 2), Зигмантович (30, 2), Румбутіс (17), Гуринович (28, 13), Кондратьєв (32, 10). Василевський (32, 1), Пудишев (29, 3), Прокопенко (31, 11), Мельников (18). Шишкін (18), Бєлов (12), Сокол (2, 1), А. Ванюшкін (1). Тренер: Едуард Малофєєв. |

В сезоні 1983/84 дебют у Кубку європейських чемпіонів. За резільтатами двох матчів здобуті перемоги над швейцарським «Грассхопперсом» та угорським «Раба ЕТО». В 1/4 фіналу сильнішим виявилося румунське «Динамо». Віктор Сокол забив шість голів та став найкращим бомбардиром кубка чемпіонів.
Наступного сезону клуб грає у кубку УЄФА. Перемоги над ХІКом, «Спортінгом» та «Відзевом». В 1/4 фіналу сильнішим виявився суперник — «Желєзнічар».
Як фіналіст кубка СРСР бере участь у кубку володарів кубків 1987/88. І знову нездоланним виявився бар'єр чвертьфіналу. Білоруські футболісти перемогли «Генчлербірлігі», «Реал Сосьєдад» та поступилися «Мехелену».
В сезонах 1986/87 та 1988/89 команда ще двічі грає у кубку УЄФА.
Всього у вищій лізі радянського футболу «Динамо» (Мінськ) провело 39 сезонів і посідає у зведеній таблиці 9-е місце.
| Місце | Сезони | Матчі | Перемоги | Нічиї | Поразки | Різниця м'ячів | Очки |
| ----- | ------ | ----- | -------- | ----- | ------- | -------------- | ---- |
| 9     | 39     | 1145  | 372      | 340   | 433     | 1257 — 1421    | 1084 |

Попередня емблема клубу

У збірній Радянського Союзу грало тринадцять мінських динамівців. Шестеро з них провели більше дес'яти матчів у головній команді країни. Перший гравець збірної, Едуард Малофєєв, грав на чемпіонаті світу 1966 та двох чемпіонатах Європи: 1964 та 1968 років. Найбільше разів футболку збірної надягав Сергій Алейніков.  
| Футболіст            | Матчі | Голи | Сезони    |
| -------------------- | ----- | ---- | --------- |
| Сергій Алейніков     | 58    | 5    | 1984-1989 |
| Едуард Малофєєв      | 41    | 6    | 1963-1968 |
| Андрій Зигмантович   | 36    | 3    | 1984-1990 |
| Сергій Гоцманов      | 31    | 2    | 1984-1988 |
| Сергій Боровський    | 22    | 0    | 1980-1985 |
| Георгій Кондратьєв   | 14    | 4    | 1984-1986 |
| Олександр Прокопенко | 3     | 0    | 1980      |
| Віктор Янушевский    | 2     | 0    | 1984      |
| Ігор Рємін           | 1     | 0    | 1964      |
| Леонард Адамов       | 1     | 0    | 1965      |
| Ігор Гуринович       | 1     | 0    | 1984      |
| Юрій Пудишев         | 1     | 0    | 1984      |
| Віктор Шишкін        | 1     | 0    | 1984      |

### Білорусь
Найсильніший клуб кінця 20 століття. У 2023 році виграв восьмий титул чемпіона країни. Тричі вигравав національний кубок.
23 березня 2012 року Рада Європейського Союзу додала Юрія Чижа та його компанії, зокрема футбольний клуб «Динамо», до «Чорного списку ЄС. 6 жовтня 2015 року суд Європейського союзу скасував рішення Ради ЄС про введення санкцій проти Чижа та його підприємств.

## Досягнення
- Чемпіон СРСР (1): 1982
- Бронзовий призер чемпіонату СРСР: 1954, 1963, 1983
- Фіналіст Кубка СРСР: 1965, 1987.
- Чемпіон БРСР (7): 1937, 1938, 1939, 1945, 1951, 1956, 1975.
- Срібний призер чемпіонатів БРСР: 1934, 1935, 1946, 1952, 1977.
- Бронзовий призер чемпіонатів БРСР: 1940, 1947.
- Володар Кубка БРСР (2): 1936, 1940.
- Чемпіон Білорусі (9): 1992, 1992/93, 1993/94, 1994/95, 1995, 1997, 2004, 2023, 2024
- Срібний призер чемпіонату Білорусі: 1996, 2001, 2005, 2006, 2008, 2009, 2014, 2015, 2017
- Бронзовий призер чемпіонату Білорусі: 2000, 2003, 2012, 2013, 2016, 2018, 2021
- Володар Кубка Білорусі (3): 1992, 1993/94, 2002/03.
- Володар Суперкубка Білорусі (1): 2025.

## Відомі футболісти
- Сергій Алейніков
- Валентин Белькевич
- Леонід Ковель
- Ігор Стасевич
- Валерій Костиков
- Борис Манько
- Андрій Распопов
- Олег Хромцов